# Руппе, Кристиан Фридрих
Кристиан Фридрих Руппе (нем. Christian Friedrich Ruppe; 22 августа 1753, Зальцунген — 25 мая 1826, Лейден) — нидерландский композитор немецкого происхождения.
Сын Эрнста Саломона Руппе, шляпника, игравшего также на органе в деревне Вильдпрехтрода (ныне в составе Бад-Зальцунгена) и построившего в ней новый инструмент. Младший брат — также композитор Фридрих Кристиан Руппе.
На протяжении почти всей жизни был связан с Лейденским университетом, куда поступил в 1773 году и в разные годы изучал естествознание, право и филологию. В 1790 году Руппе занял пост университетского музикдиректора, с 1802 года вёл занятия по теории музыки. Одновременно с 1788 года занимал должность органиста в лейденской Лютеранской церкви, где по его инициативе в 1790 году был построен новый орган. Кроме того, с 1796 года руководил сводным хором городских детских приютов; для этого хора (в сопровождении инструментального ансамбля) были, вероятно, написаны две кантаты Руппе — «Песнопения о Рождестве Спасителя» (нидерл. Zangstukken op ’s Heilands geboorte) и «Песни на праздник Пасхи» (нидерл. Gezangen voor het Paaschfeest), — которые, по мнению современного исследователя, стали заметным событием в музыкальной жизни города, поскольку в реформатской традиции, в отличие от католической, исполнение таких сочинений в церкви было непривычно.
Руппе написал для французской оперной труппы в Гааге оперу «Галатея» (1804, не сохранилась), для лейденского певческого общества положил на музыку оды Горация. Ему принадлежат многочисленные органные произведения и церковные хоры. От написанного Руппе концерта для органа с оркестром сохранился только фрагмент в клавирной редукции, на основании которого концерт был реконструирован в 2001 году Гертом Остом.